# Marcella Mancini

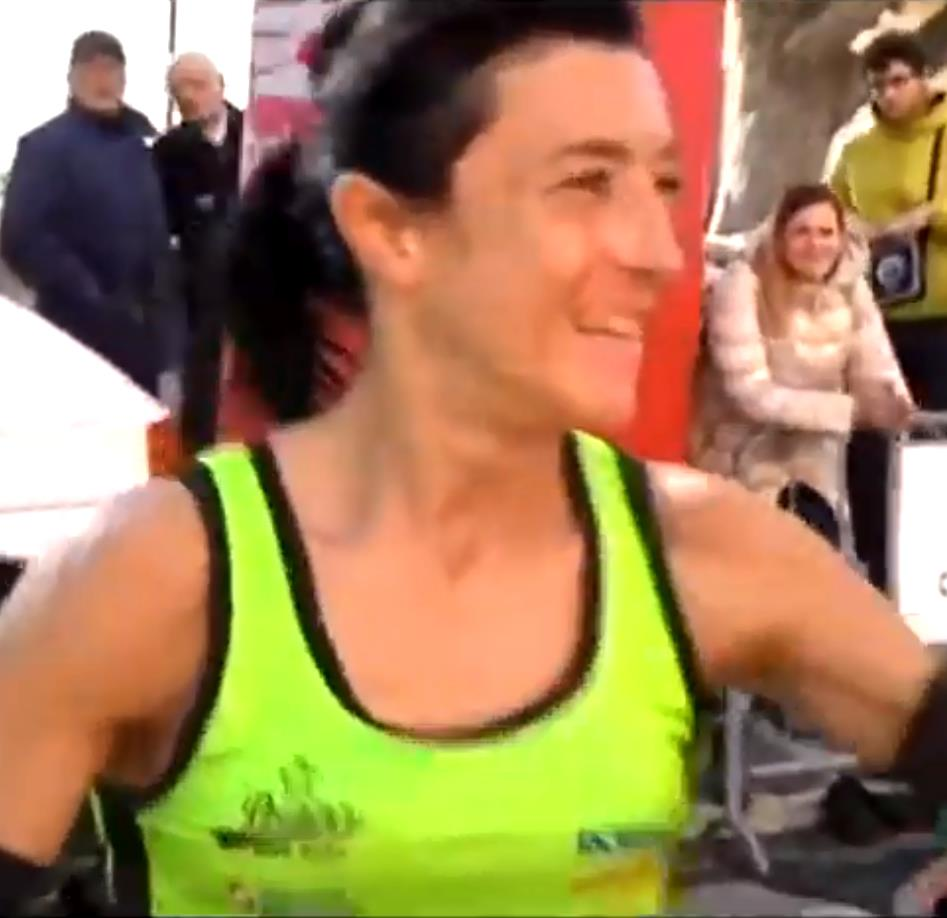
Marcella Mancini

Marcella Mancini (* 5. September 1971 in Ascoli Piceno) ist eine italienische Marathonläuferin.
Obwohl sie erst als 29-Jährige mit dem Laufsport begann, wurde sie schon 2001 Sechste beim Rom-Marathon in 2:46:01 h. Ein Jahr später wurde sie Vierte in Rom, Sechste beim Venedig-Marathon und siegte beim Reggio-Emilia-Marathon.
2003 gewann sie die Maratona di Sant’Antonio, den Ravenna-Marathon und wurde Vierte bei der Maratona d’Italia. 2004 wurde sie Vierte in Rom, verteidigte ihren Titel in Ravenna und wurde Zweite beim Florenz-Marathon. 2005 wurde sie Zweite bei Roma – Ostia, Vierte beim Turin-Marathon, belegte bei den Halbmarathon-Weltmeisterschaften in Edmonton den 51. Platz und wurde Vierte in Venedig.
Als Gesamtsiegerin der Maratona di Sant’Antonio 2006 wurde sie italienische Meisterin und qualifizierte sich für die Leichtathletik-Europameisterschaften in Göteborg, bei der sie auf Rang 21 einlief.
2007 wurde sie Zweite beim Mailand-Marathon. 2008 siegte sie nach einem zwölften Platz beim Paris-Marathon erneut bei der Maratona di Sant’Antonio. Im Herbst wurde sie Dritte in Florenz. 2009 folgte ein zehnter Platz in Rom und ein zweiter bei der Maratona d’Italia.
2010 wurde sie Vierte in Mailand, Elfte beim Prag-Marathon und errang als Gesamtsechste in Venedig zum zweiten Mal den nationalen Meistertitel. 2011 gewann sie den Mailand-Marathon, dies ist ihr bisher größter Erfolg.
Marcella Mancini ist 1,65 m groß und wiegt 51 kg. Sie wird von Romano Tordelli trainiert und startet für das Runner Team 99.

## Persönliche Bestzeiten
- Halbmarathon: 1:13:15 h, 27. Februar 2005, Ostia
- Marathon: 2:33:17 h, 17. April 2005, Turin